# Suzuki Swift
Suzuki Swift är namnet på flera bilmodeller marknadsförda av japanska Suzuki. Namnet har använts för fyra olika bilmodeller:
- De första, andra och tredje generationerna: Kompaktbilar som är identiska med den japanska inhemska marknadens modell Suzuki Cultus, men har istället märkeskylten "Suzuki Swift".

- Den fjärde generationen: Den tidigare versionen som såldes utanför Japan som Suzuki Ignis, med det inhemska märket "Suzuki Swift". Bilen låg också som grund för den kompakta SUV:en Chevrolet Cruze från 2001 till 2008.

- Den femte generationen: Den nuvarande generationen för Japan, Europa, Asien och Australien, som endast säljs under namnskylten "Suzuki Swift". Denna innebar en stor förändring jämfört med tidigare modeller.

- Kanadensiska Swift+: En version av den nuvarande (femte) generationen för enbart Kanada, som marknadsförs under namnskylten "Suzuki Swift+", som samtidigt är en syskonmodell till Daewoo Kalos.

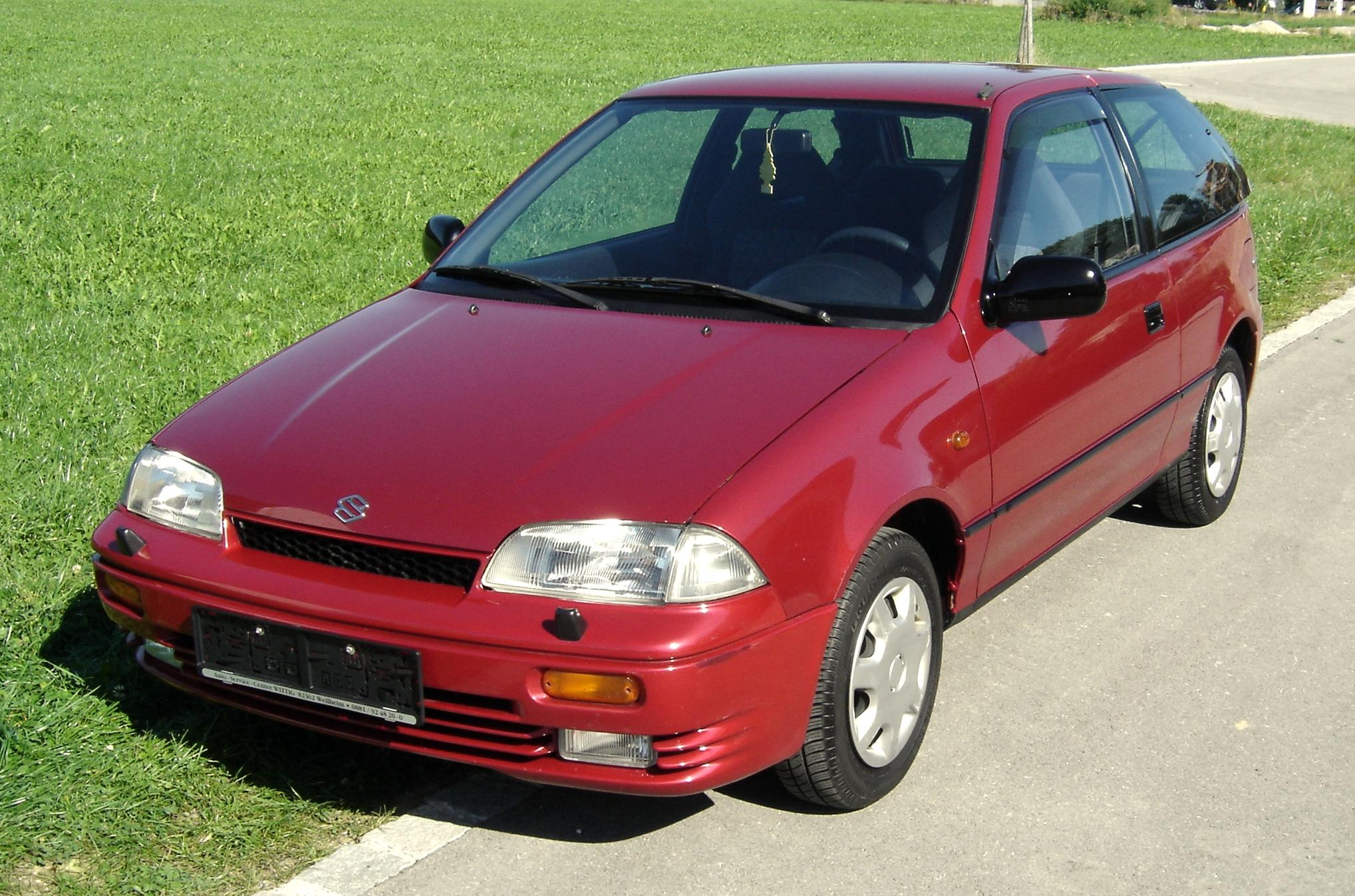
Suzuki Swift (Cultus)